# 真夜中のパン屋さん
『真夜中のパン屋さん』（まよなかのパンやさん）は、2011年からポプラ文庫にて発行されている大沼紀子による日本の小説シリーズ。イラスト担当は山中ヒコ。児童書レーベルのポプラキミノベルで復刊している。こちらのイラストは木屋町。略称はまよパン。
営業時間が午後11時から午前5時までという変わったパン屋「ブランジェリークレバヤシ」を舞台にした小説。ジャンルとしては、文芸作品にライトノベルの技法を取り入れて描くキャラクター小説になる。ライトなイメージのタイトルだが、内容はシリアスで重いテーマを扱っており、それを個性的なキャラクターたちのユニークな交流に乗せて描かれていることにより温もりのある作品に仕上がっている。
2012年には「『真夜中のパン屋さん』ディスプレイコンクール」が開催され、書店員たちの支持もあり、第3巻までで累計90万部のベストセラーになった。2013年4月にNHK BSプレミアムでテレビドラマ化されている。

## あらすじ

### 午前0時のレシピ
- 関連事象：メロンパン、チョココロネ

Open
首都高と国道246号が交わる界隈にあるパン屋「ブランジェリークレバヤシ」は、23時から前29時（明け方5時）までの真夜中の6時間だけ開店している。店をオープンして半月ほど経ったある夜、オーナーの暮林陽介の妻・美和子の腹違いの妹を名乗る篠崎希実という女子高生が突然押しかけ、しばらく店に置いて欲しいと言ってきた。
Fraisage－材料を混ぜ合わせる－
「ブランジェリークレバヤシ」で暮らすことになった希実だが、新学期が始まった高校でも中学のときから続くイジメを受けていた。
Pétrissage & Pointage－生地捏ね＆第一次発酵－
「ブランジェリークレバヤシ」開店前に現れた少年は店のパンを勝手に持ち去ろうとしたため、希実は万引きと思い、追いかけて店に連れ戻す。少年は水野こだまと名乗った。
Division & Détente－分割＆ベンチタイム－
「ブランジェリークレバヤシ」のデリバリーサービスを利用する脚本家の斑目を希実は気味悪がっていた。
Façonnage & Apprêt－成形＆第二次発酵－
ニューハーフのソフィアは店も家も失って、ホームレスになってしまい、少し前から「ミケ」と呼んでいる正体不明の若い女とダンボールハウスで暮らしていた。あるとき、「ブランジェリークレバヤシ」の割引チラシを受け取ったソフィアは、すぐさま店へと出向く。それからはイートインの客として足繁く通うようになり、店の面子とも親しくなっていった。一方こだまは店には入り浸るものの、家で織絵の帰宅を待つ暮らしを続けていたが、小学校では例年は断っていた家庭訪問を避けられない事態に陥っていた。母親の不在が公になれば家に居られなくなってしまうこだまのために、ソフィアが母親の振りをして家庭訪問を受けることになった。店の皆も手伝い、替え玉はまんまと成功する。しかしその帰り、男性としての自分を知る昔の知人に、すぐに正体が気づかれてしまったことで、ソフィアは自分が女として誰かに幸せを与えることは一時の魔法に過ぎないと落ち込んでしまう。暮林は、魔法がかけられるだけの素が自身にあるのだからと慰め、励まされたソフィアは脱ホームレスを決意し、ねぐらに戻ると、替え玉計画中に正体が判ってしまった「ミケ」こと織絵に、こだまの元に帰るようにうながすのだった。。
Coupe－クープ－
斑目からこだまの母らしい女を夢違観音で見かけたと聞いた希実は夢違観音に探しに行く。
Cuisson avec buée－焼成－
織絵は家に戻ってきたが、今度はこだまが姿を消してしまい、「ブランジェリークレバヤシ」の面々はこだまの実父の家へと出かける。

### 午前1時の恋泥棒
- 関連事象：クロワッサン、シュトレン、ガレットデロワ

Mélanger les ingrédients & Pétrir la pâte－材料を混ぜ合わせる＆生地を捏ねる－
街路樹の花水木が葉を落とした頃、休日前の「ブランジェリークレバヤシ」に、弘基の昔の女だという由井佳乃と名乗る女が、弘基の直筆サインのある婚姻届片手に押しかけ、家に置いてほしい頼んできた。身に覚えがあるものの渋る弘基だったが暮林と希実の了承のもと、佳乃は希実とともに店の2階に住むことになる。しかし希実は佳乃の手荷物の中に大量の札束を発見してしまい、それを聞いた弘基も昔馴染みから佳乃の情報を集めて見ることにする。ふたりの不安と不信をよそに佳乃は店を手伝い始めると、たちまち店の常連男性客たちを魅了してしまうのだった。
Pointage & Tourage－フロアタイム＆折り込み－
大金と弘基の得た情報から佳乃に結婚詐欺師疑惑が浮上する。さらに複数の男が佳乃を訪ねてくると、佳乃は大金を持って店から姿をくらましてしまう。佳乃は裏社会の男まで騙して危ない状況になっているようだった。佳乃に魅了され結婚まで考えている斑目に、店の3人はそのことを伝えるが、信じずに怒った斑目から絶交を申し渡される。しかし情報から見える佳乃の悪女ぶりと、実際の状況に暮林や希実は違和感を覚えていた。年が明けた頃、斑目が何者かに襲撃され大怪我を負うという事件が起った。見舞う店の3人に、斑目は佳乃の正体には判っていたが、伝えたいことがあり、行方を探している最中の出来事だったと話す。勝手に飛び込んできて勝手に出て行った佳乃への対応を決めきれずにいた面々は「彼女を助けたいので手伝ってほしい」という斑目の言を引き出したことで、動き出すことになった。暮林がそのままソフィアの店へと行くと佳乃が働いていたが、佳乃と思われた女は双子の姉妹である綾乃で、佳乃を助けてほしいと訴える。
Découper des triangles & Fermentation finale－カット成形＆最終発酵－
綾乃は、父が事業に失敗して失踪し、住んでいたマンションを手放した後に母が病没してからは、佳乃とはあまり交流がなく詐欺の理由が判っていなかった。その後医者を目指して独学中の佳乃の前に、父が現れたが、実は詐欺に手を染めており、佳乃の貯めた学費まで持ち逃げしてしまっていた。その父の死を願ったことを当時の婚約者に幻滅され破談になってから、結婚詐欺に走ったということが斑目の調査で判明する。詐欺には目的にタイムリミットがあり、間近に迫っていることも判った。佳乃の詐欺の手口から、脚本のギャラが大台の斑目と元エリートである暮林と経歴をおとりに誘き出すことになり、佳乃は斑目の方に食いついたが、佳乃を追う男の危険からの助けねばならないため、弘基達は佳乃が騙した裏社会の男、弘基と佳乃の昔馴染みの裏社会の成功者である多賀田に会いに行く。しかし佳乃は多賀田を詐欺にかけてはおらず、多賀田は昔の憧れの存在だった佳乃を現状から救いたいと願って行動していたのだった。斑目が佳乃の連絡先に入手したことで、弘基は佳乃を呼び出す。佳乃は近く競売される家族で住んでいたマンションを買い戻そうとしていた。。
Cuisson－焼成－
待ち合わせの日がやってきた。暮林と希実と斑目が隠れて見守る中、弘基と綾乃が待つ公園に佳乃が現れる。弘基は佳乃がかつて婚約者に、愛想尽かしされた際に言われた言葉をぶつけて、彼女の本音を吐き出させる。佳乃はマンションを取り戻すことで、住んでいた頃の自分を取り戻せるという想いに囚われていたのだった。しかし、そこに詐欺被害者でありながら佳乃をあきらめきれずにストーカーとなっていた萩尾修司という男が現れ一触即発の危機になるが、弘基は古い婚姻届と斑目から借りた指輪を見せつけ、自分の妻に二度と付きまとわないようにと言ってのける。弘基の本気でこのまま結婚しても良いと言い、理由として美和子のことを聞いた佳乃は、人を愛せない男だと思っていた弘基が人を愛せるようになっていたことで、人は変われると知って救われ、自ら警察に出頭したのだった。

## 登場人物

### 主要人物
暮林 陽介（くればやし ようすけ）
「ブランジェリー クレバヤシ」のオーナー兼ブランジェ（パン職人）見習いで、主に接客担当。白いコックスーツを身に付け、縁なしの眼鏡をかけ、薄く無精ひげを生やして、やや上がり気味の口角が柔和な雰囲気を醸し出している。年齢は30代後半。北陸または上信越地方の出身にも関わらず、妙な関西弁で話す。弘基からは「クレさん」と呼ばれている。人あしらいが上手く、鷹揚な笑顔で主張を通してしまうため希実からは「笑顔のテロリスト」と評される。手先は不器用で飲み込みも悪いが、パン作りに情熱を傾ける。人の感情の機微に疎く、とりあえず笑って誤魔化してしまうことが多々ある。
複雑な過去を持つ他の登場人物と違って、大した苦労も歪みもなく育ってきている。大学時代のバックパック旅行中に地雷で吹き飛ばされる子供を目の当たりにし、国際法ゼミで地雷撤廃運動や難民問題に明るい教授の下で学んだ。そのゼミで美和子と知り合い、交際し始める。卒業後、約3年半シンクタンクに勤めた後、コロンビア大学院を経て国連PKO局へ入る。30歳の時に美和子と結婚してからも仕事で世界中を飛び回っていたため、実際に生活を共にしたのはごくわずかだが、お互いの夢や目標を尊重し合う夫婦関係を築いていた。美和子の死後、彼女の夢だったパン屋開業のため国連を退職した。「ブランジェリー クレバヤシ」の店舗家屋ではなく、近くのアパートに住んでおり、人にはサラリーマン時代の荷物が多いからだと説明しているが、本当の理由は美和子が生活していた部屋で暮らすことがいたたまれないためである。
希実が美和子の異母妹などでないことに気づきながらも、美和子の意思を継いで面倒を見ることを決めた。
柳 弘基 （やなぎ ひろき）
「ブランジェリー クレバヤシ」ブランジェ。仕事中は墨色のコックスーツを着ている端正な顔立ちをした若い男だが、希実からは「毒キノコ」と評されるような私服の趣味をしている。
元々はブルーワーカーとしての幸福な家庭に生まれたが、地域経済悪化の影響から家庭が荒んでいき、自身も非行に走っていた中学3年生の時に、保護司から製パン学校の学生で塾講師だった美和子を家庭教師として紹介され、近くで接する内に彼女に恋をする。彼女に恋人の存在を知っても、結婚した後も彼女を一途に思い続け、製パン修業のため海外へ渡った彼女を追いかけてイタリア、フランス、ドイツなどまで付いていったことがあり、自身もパン職人になるべく修業した。美和子の死後、初めて暮林と出会い、彼のパン屋開業という提案に乗る。
暮林と同じく、希実が美和子の異母妹ではないことを知ってはいる。希実とはお互い名前を呼び捨てにし、良く言い合いをする仲。
篠崎 希実 （しのざき のぞみ）
いつも何かに腹を立てている女子高生2年生。自分で短く切りすぎる傾向があるため髪はショートカット。店では帳簿付けと自転車でのパンの宅配を担当する。
産まれてすぐに母親に祖父母の元に置き去りにされ、6歳の時に祖母に説得された母に引き取られるまでそこで育った。その後も、カッコウの托卵のように母の知り合いのあちこちの家に預けられ、知らない大人の元で育っている。高校2年に進学する年の春休みに母が家出し、置き手紙にあった異母姉・暮林美和子を頼ってブランジェリークレバヤシを訪ね、店の2階の物置だった場所に世話になり始めるが、実父とされている男性が生存していることを確かめたことがあるため、自分が美和子の異母妹でないとは思っている。小学生のときに美和子に面倒みてもらったことがあり弘基とも会っているのだが、フルーツサンドが好きだったことを含め、その頃の記憶が欠落している。
育ってきた環境からくる諦観を囲っているが、負けん気と自立心が旺盛で学業や出席率は良く、公認会計士か税理士の資格を取って、結婚せずにひとりで安定した生活を送るという人生設計を立てている。
暮林 美和子（くればやし みわこ）
旧姓は久瀬（くぜ）。暮林の亡き妻。暮林とは大学時代から交際していたが、彼の海外勤務により長い遠距離恋愛の末に30歳を機に結婚した。製パン学校の学生だった時に、当時中学生だった弘基と出会い、素行不良の彼を更生させる。
両親は長く別居していた上に父親は母親以外の女性のもとで亡くなっている。大学時代は何にでも腹を立てている、常に不機嫌な変わり者だったが、暮林との出会いで救われ人柄が丸くなっていった。
希実の母に、希実に何かあれば力になりたい旨を記した手紙を投函しに行った帰り道に、強風で飛んできたトタン屋根が直撃し即死した。父親は20年前に他界しているため、17歳の希実が異母妹でないことは承知していた。

### 「午前0時のレシピ」
水野 こだま（みずの こだま）
昼夜を問わず、街を歩きまわっている小学3年生。母子家庭であるが、亡き祖父の遺した瀟洒な一軒家で暮らしている。名前は新幹線の「こだま」に由来している。母である織絵は家に戻らないことが度々あり、こだまの世話も満足にできないというネグレクト気味で、時には体罰も受けていたが、心底母を慕って織絵のことを第一に考えている。幼稚園と小学校の入試には失敗しているが、現在通っている学校での成績や知能検査の結果は大変に良く、希実も優秀な子だと思っている。
開業準備中の美和子と親しくしていたことがあり、情報の行き違いからブランジェリークレバヤシで万引き扱いされてしまうが、それが縁となって似たような素行の母親を持ち、名前が「こだま」と「のぞみ」で新幹線繋がりでもあるので、希実の弟分としてブランジェリークレバヤシに出入りするようになり、店の3人や常連客から色々と面倒を見てもらうようになった。
斑目 裕也（まだらめ ゆうや）
テレビドラマを手がける中堅脚本家。8階建てビルの最上階の42㎡のワンルームに暮らしている。同居しているのは、雑巾のような模様をした猫のぐーたんで、2巻からは暮林が拾ってきた雄の仔猫のシバタを引き取った。趣味と仕事への実益を兼ねて自宅マンションの三面の窓から複数の望遠鏡で人間関係を観察する他は、ほとんど世間との関わりを持たず、自室内で完結している自分の生活を分相応のものとして、それなりに満足していた。自分がしていることが変態行為ではあることを自覚しているが、他人の着替えや濡れ場は見ないといった外道に堕ちないための自分ルールを持つ。覗きで情報を得る他にも、ネットスキルに長けており、情報を整理収集することが上手いため、「ブランジェリー クレバヤシ」周辺で起きる面倒事の際には、その能力を活かして協力している。
かつて自分のファンだという女性をストーカーし、200m以内の接近禁止の念書を書かされてしまったが、それからも彼女を心配し、彼女が郷里に帰ってしまうまでは動向を見守り続けていた。
開業前から望遠鏡で見ていたため、弘基が美和子に横恋慕していたことを知っており、弘基とは追い続ける恋愛感から意気投合し、また創作と製作というクリエイター同士としても共感している。変態的な趣味と独特の暗い雰囲気から、希実には警戒敬遠されていたものの、元来の人柄は良いため人間的な評価は段々と好転していき友人となった。
ソフィア
中年だが見映えは良い部類のニューハーフ。本名は嶽山大地（たけやま だいち）で、源氏名はソフィア・ローレンにあやかって自分で名付けた。ニューハーフバーのママだったが、不況で経営難に陥っていたところに、店の子に金を持ち逃げされたことで閉店を余儀なくされ、初めて「ブランジェリー クレバヤシ」に行った時は、オフィスビルの軒先のダンボールハウスで暮らすホームレスだった。
両親は北海道で農家をしており、息子がニューハーフになってしまったことを嘆いている。
水野 織絵（みずの おりえ）
こだまの母親。こだまをひとり残して家を留守にすることが度々あり、「ブランジェリークレバヤシ」に、しばらくこだまと離れたいと連絡を入れて失踪してしまう。
父親は開業医、母親は父の30歳年下のその医院の事務員で、そこそこ裕福な家庭に生まれ、父親には溺愛され医院を継ぐように期待されて育った。母親は、父に蔑まれ続けて、織絵とも良い関係を結ぶことのできないまま小学校に上がる前に自殺している。医師になるべく育てられるも学力が及ばず断念し、看護師になるが父親は認めてくれなかった。自分を見限った父親の愛情を取り戻すため、勤務先の病院で優秀な医師と関係を持ち、こだまを妊娠する。しかし不倫関係による妊娠だったために父親からの理解を得ることができず、父親はこだまを出産する少し前に病没している。たびたびの出奔理由は、こだまを叱るときなどの自分に、かつて自分に辛く当たっていた頃の父親の影を見出し、その事が苦痛になってしまうからであった。
少女時代から病的な万引き癖があり、こだまが「ブランジェリークレバヤシ」で万引きをしたと聞かされた際に、こだまが自分の良くない血を引いていると思い込み、一緒にいない方がよいのではと考えるようになってしまっていた。失踪中にソフィアに拾われたのも、ソフィアが万引きを見逃してくれたことがキッカケだった。こだまの元に戻ったあとは、ソフィアの紹介先で看護師として勤め始め、3巻時には昔馴染みの安倍医師の診療所で働いていた。

### 「午前1時の恋泥棒」
由井姉妹
弘基の昔の彼女とその一卵性双生児の美人姉妹。「午前1時の恋泥棒」の時点で25歳。外見は親も見間違うほど良く似ているが、性格は違っている。弘基が荒んでいた中学2年生のときに佳乃と付き合っていたが、綾乃に手を出したことが原因で別れた。その頃は恵まれた家庭であったが、その後父の事業の失敗、失踪、母の病死といった不幸に見まわれ家庭崩壊していた。
由井 佳乃（ゆい よしの）
弘基の中学生のときの彼女。真面目な性格をしていて、中学生のときに弘基と肉体関係を結ぶにあたって婚姻届を作成させていた。家庭崩壊後も母の病死から独学で医者を目指していたが、懸命に働いて用意した学費を父に持ち逃げされ、さらに誠実に支えてくれた婚約者に幻滅されて去られたあとに結婚詐欺を繰り返す。
由井 綾乃（ゆい あやの）
佳乃の双子の姉妹。社交的な性格で男性を魅了する。中学生のころに佳乃と付き合っていた弘基を誘って関係を持ってしまい、ふたりを別れさせてしまっていた。斑目とは、他者との言葉によるコミュニケーションの不全性を「バベルの塔」という感覚で共有している。佳乃の事件が収束したあとに斑目と本命の付き合いを始める。
多賀田（たがた）
表向きは飲食業を営む青年実業家だが、裏社会の成功者。弘基の中学校の同級生。

### 「午前2時の転校生」
美作 元史（みまさか げんじ）
こだまと孝太郎の父親。1巻にも登場している。神の手を持つと言われるほどの優秀な脳外科医。安倍周平とは高校時代からのクラスメイトで友人であり、彼の父に触発されて医師を目指した。
良くも悪くも現実的且つ論理的思考の持ち主で、自己中心的な言動の上に人の心の機微に頓着しないので敵が多く、周りにも非情で取り付く島もない人間と思われている。優しさや情愛は持ち合わせているものの、独善的な手段で示すことが多いため、理解されにくい。
美作 孝太郎（みまさか こうたろう）
元史の長男で、こだまの異母兄。こだまと同じく婚外子で、実母の結婚により義父に厭われ、元史に引き取られた。ひきこもりになっていたが、高校3年の学年新学期に、希実の高校に転入しクラスメイトとなる。学校を含め、どこに行くときも「アンジェリカ」という名の腹話術人形を伴い、会話という形のひとりごとを言う。
安倍 周平（あべ しゅうへい）
新宿の歓楽街に診療所を構える医者で、子供の頃からの魔法使い志願者という変わり者。190cmの長身。高校3年のときの美作元史のクラスメイトで、織絵がこだまを身ごもった頃は、美作元史の同僚医師でもあったが、他の医師の起こした医療過誤の身代わりとなって辞任している。
言葉巧みで人あたりが良く、マインドコントロールを疑わせるほどに、人の懐に入り込むことが異常に上手い。ソフィアと織絵を通じて「ブランジェリークレバヤシ」のイートイン常連になって他の客の占いなどもしていたが、ソフィアの店は五股が発覚して出禁を食らっている。

### その他
三木 涼香（みき すずか）
登場は1巻から。小学一年生の頃からの希実の幼馴染みで高校のクラスメイト。恵まれた家庭環境で育ち、理知的で愛くるしく、幼少時から周囲からは特別視されているような子。希実には好意的であったが、希美の方は環境や価値観の相違から反感を持っていた。中学2年生の頃、父親と希実の母親との不倫関係が噂されてからは、希実をいじめるようになっていた。
高校3年の夏には父親の仕事の都合で海外に転校することになった。その前に少しばかりの交流を持ち、希実との緊張関係は多少は和らいでいる。
篠崎 律子（しのざき りつこ）
希実の母。片田舎の漁師町で、比較的堅い環境で生まれ育ったが、不良行為に耽り、中学卒業後に家出同然で上京。5年後に妊娠し帰郷、産んだ希実を両親に預け再び姿を消す。希実が小学校に上がる年に母に説得され引き取った。しかし、その後も自分の恋愛事情を優先し、カッコウの托卵のように様々な人に預けては、また引き取るを繰り返しながら、奔放に暮らしていた。希実が高校2年生に進級する年の4月1日、異母姉を頼ることを指示した簡潔な置き手紙を残し、比較的長期間に渡って母子一緒に暮らしていたアパートを勝手に引き払って失踪した。

## 書誌情報
ポプラ文庫版
イラスト:山中ヒコ
| # | タイトル                           | 発行日        | ISBN                   |
| - | ---------------------------------- | ------------- | ---------------------- |
| 1 | 真夜中のパン屋さん 午前0時のレシピ | 2011年6月3日  | ISBN 978-4-591-12479-6 |
| 2 | 真夜中のパン屋さん 午前1時の恋泥棒 | 2012年2月3日  | ISBN 978-4-591-12751-3 |
| 3 | 真夜中のパン屋さん 午前2時の転校生 | 2012年12月5日 | ISBN 978-4-591-13182-4 |
| 4 | 真夜中のパン屋さん 午前3時の眠り姫 | 2013年10月4日 | ISBN 978-4-591-13624-9 |
| 5 | 真夜中のパン屋さん 午前4時の共犯者 | 2016年3月15日 | ISBN 978-4-591-14512-8 |
| 6 | 真夜中のパン屋さん 午前5時の朝告鳥 | 2017年6月15日 | ISBN 978-4-591-15482-3 |

ポプラキミノベル版
イラスト:木屋町
| # | タイトル                           | タイトル | 発行日         | ISBN                   |
| - | ---------------------------------- | -------- | -------------- | ---------------------- |
| 1 | 真夜中のパン屋さん 午前0時のレシピ | 上巻     | 2021年9月15日  | ISBN 978-4-591-17110-3 |
| 2 | 真夜中のパン屋さん 午前0時のレシピ | 下巻     | 2021年10月13日 | ISBN 978-4-591-17137-0 |

## テレビドラマ
2013年4月28日から6月16日まで毎週日曜22:00 - 22:49にNHK BSプレミアムのプレミアムドラマ枠で放送された日本のテレビドラマ。主演は滝沢秀明。
2013年11月5日から12月24日までNHK総合「ドラマ10」枠で放送され、2015年春にも、深夜枠で再放送された。

### キャスト
ブランジェリークレバヤシ
- 暮林 陽介  - 滝沢秀明
- 柳 弘基 - 桐山照史（当時関西ジャニーズjr）
- 篠崎 希実 - 土屋太鳳（少女期：信太真妃）
- 暮林 美和子 - 伊藤歩

パン屋の客
- 水野 こだま - 藤野大輝
- 斑目 裕也 - 六角精児
- ソフィア - ムロツヨシ（第3話 - ）
- 老人客 - 五月晴子
- 松川 幸夫 / 高橋 祐二 / 池沢 誠 - つまみ枝豆 / 中嶋ベン / 深沢敦：酒を飲んだ帰りにパン屋に立ち寄るサラリーマン。

都立桜ヶ原高等学校
- 三木 涼香 - 小島藤子
- 蒲原 みずき / 久保田 舞 - 若菜葵 / 朝日梨帆：涼香の友達。
- 弓坂 悦郎 - 竹内寿：クラス委員。希実・涼香の同級生。
- 長谷川 公男 - 大内厚雄：希実・涼香たちの学級を受け持つ担任。

その他
- 水野 織絵 - 前田亜季
- 三木 淑枝 - 田中律子
- 篠崎 律子 - ともさかりえ

ゲスト
- イチロー - 中原和宏（第3 - 4話）：ソフィアと親しくしているホームレス。
- 由井 綾乃、由井 佳乃 - 野村麻純（一人二役）（第5 - 6・最終話）
- 男A（原作の萩尾修司の役回りに相当） - 相島一之（第5 - 6話）
- 男B - 三谷昌登（第5 - 6話）：男Aと同様に佳乃に騙されていた。
- 美作 元史 - 植草克秀（第7話）

### スタッフ
- 原作 - 大沼紀子『真夜中のパン屋さん』（ポプラ文庫）
- 脚本 - 寺田敏雄、李正姫
- 音楽 - 岡部啓一、帆足圭吾
- 演出 - 大原拓、榎戸崇泰
- 主題歌 - Chara「hug」（Ki/oon Music）[18]
- 製パン指導 - 吉田菊次郎、田川佳弘
- 擬闘 - 中川泰幸
- タイトルバック - 小林恵美
- 撮影協力 - 多摩市、日野市、埼玉県立三郷工業技術高等学校[19]
- 制作統括 - 落合将、谷口卓敬
- 制作 - NHKエンタープライズ
- 制作著作 - NHK

### 放送日程
| 各話   | 放送日（BSプレミアム） | 放送日（総合） | サブタイトル         | 脚本     | 演出     |
| ------ | ---------------------- | -------------- | -------------------- | -------- | -------- |
| 第1回  | 4月28日                | 11月05日       | 謎の女子高生来たる   | 寺田敏雄 | 大原拓   |
| 第2回  | 5月05日                | 11月12日       | 小さなパン泥棒       | 寺田敏雄 | 大原拓   |
| 第3回  | 5月12日                | 11月19日       | 普通じゃない人々     | 寺田敏雄 | 榎戸崇泰 |
| 第4回  | 5月19日                | 11月26日       | 恋って、おいしい？   | 寺田敏雄 | 榎戸崇泰 |
| 第5回  | 5月26日                | 12月03日       | 元カノの秘密         | 李正姫   | 大原拓   |
| 第6回  | 6月02日                | 12月10日       | もうひとりの佳乃     | 李正姫   | 大原拓   |
| 第7回  | 6月09日                | 12月17日       | おだやかなクレーマー | 寺田敏雄 | 榎戸崇泰 |
| 最終回 | 6月16日                | 12月24日       | 小さな灯りをともして | 寺田敏雄 | 大原拓   |